# 황의돈 (역사가)
황의돈(黃義敦, 1887년 9월 2일~1964년 11월 13일)은 대한민국의 역사학자 겸 대학 교수이다.
본관은 장수(長水)이고 호(號)는 해원(海圓)이며 충청남도 서천 출생인 그는 대한민국 최초 여성 판사 황윤석(黃允石)의 아버지이며 대한제국 조선 왕조의 역사가 겸 문장가인 매천 황현(梅泉 黃玹)의 7촌 조카이다.

## 생애
- 한학(漢學)과 사학(史學)을 연구하였다.
- 1908년(융희 2) 만주 간도(間島)의 명동서숙(明東書塾)에서 교편을 잡았다.
- 1911년 평양 대성학교(平壤 大成學校) 교원이 되어 국사를 가르치며 민족정신을 고취했다.
- 그 후 휘문의숙(徵文義塾) 보성학교(普成學校) 중동학교(中東學校) 등의 교원을 지냈다.
- 1938년 조선일보사(朝鮮日報社)에 입사 이후 1945년까지 언론계에 종사했다.
- 1945년 12월부터 1947년 1월까지 한국독립당 당무위원 역임.
- 1948년 문교부 편수관이 되고, 단국대학(檀國大學), 동국대학교(東國大學校)의 교수를 역임했다.
- 한국사(韓國史)에 관한 많은 논문을 남겼으며, 1962년 1월, 동국대학교에서 명예 문학박사 학위를 받고 대한민국 정부로부터 문화훈장(文化勳章)을 받았다.

## 학력
- 경기도 인천 신흥소학교 전퇴
- 전라북도 군산소학교 전퇴
- 전라북도 전주소학교 졸업

### 명예 박사 학위
- 1962년 동국대학교 명예 문학박사

## 같이 보기
- 황현
- 이원순
- 이매리
- 정일형
- 이태영
- 황윤석